# Gymnothorax unicolor
Murène brune
Espèce
Gymnothorax unicolor, communément appelé la Murène brune, est une espèce de poissons de la famille des Muraenidae. 

## Description

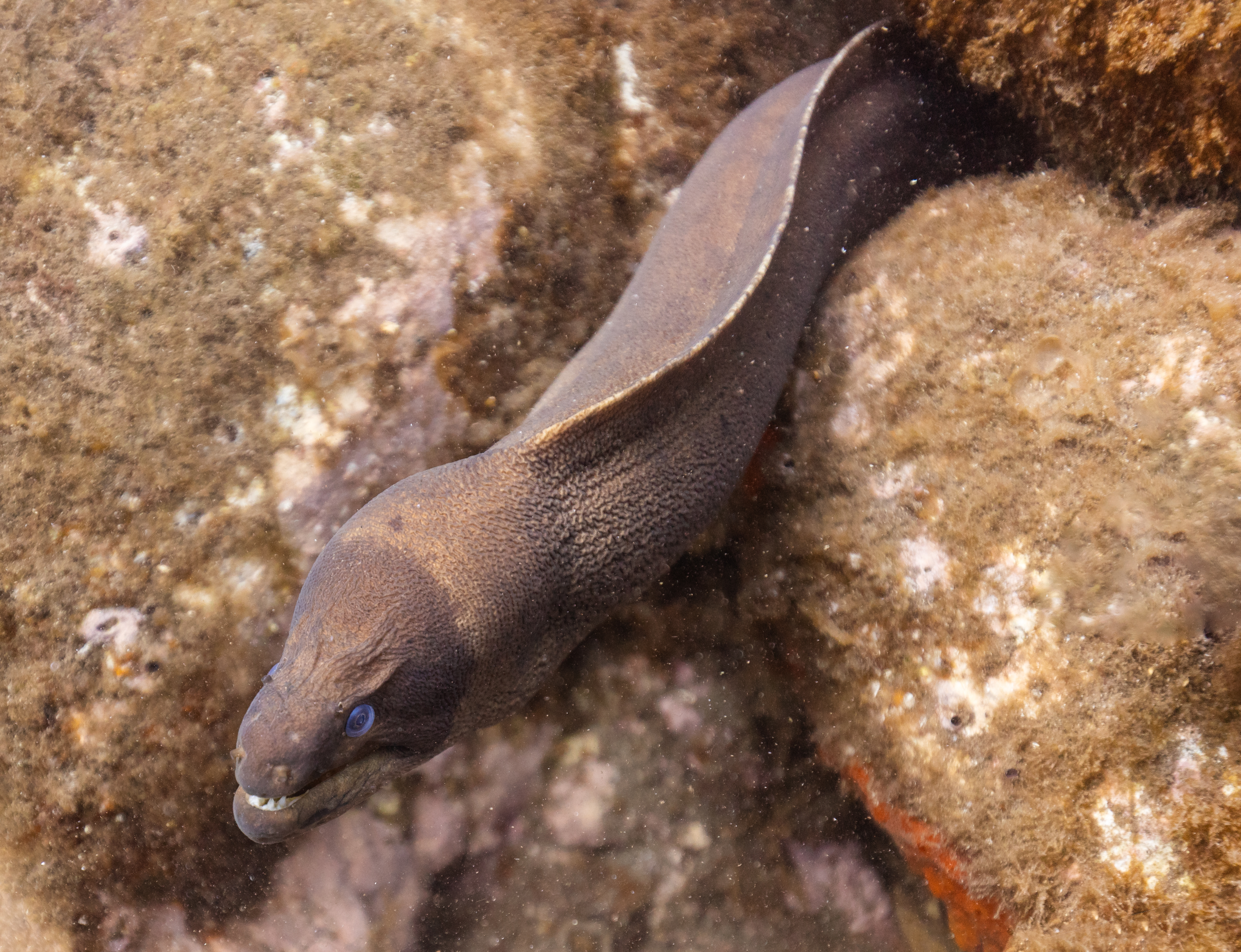
Un spécimen de Gymnothorax unicolor au large de Madère.

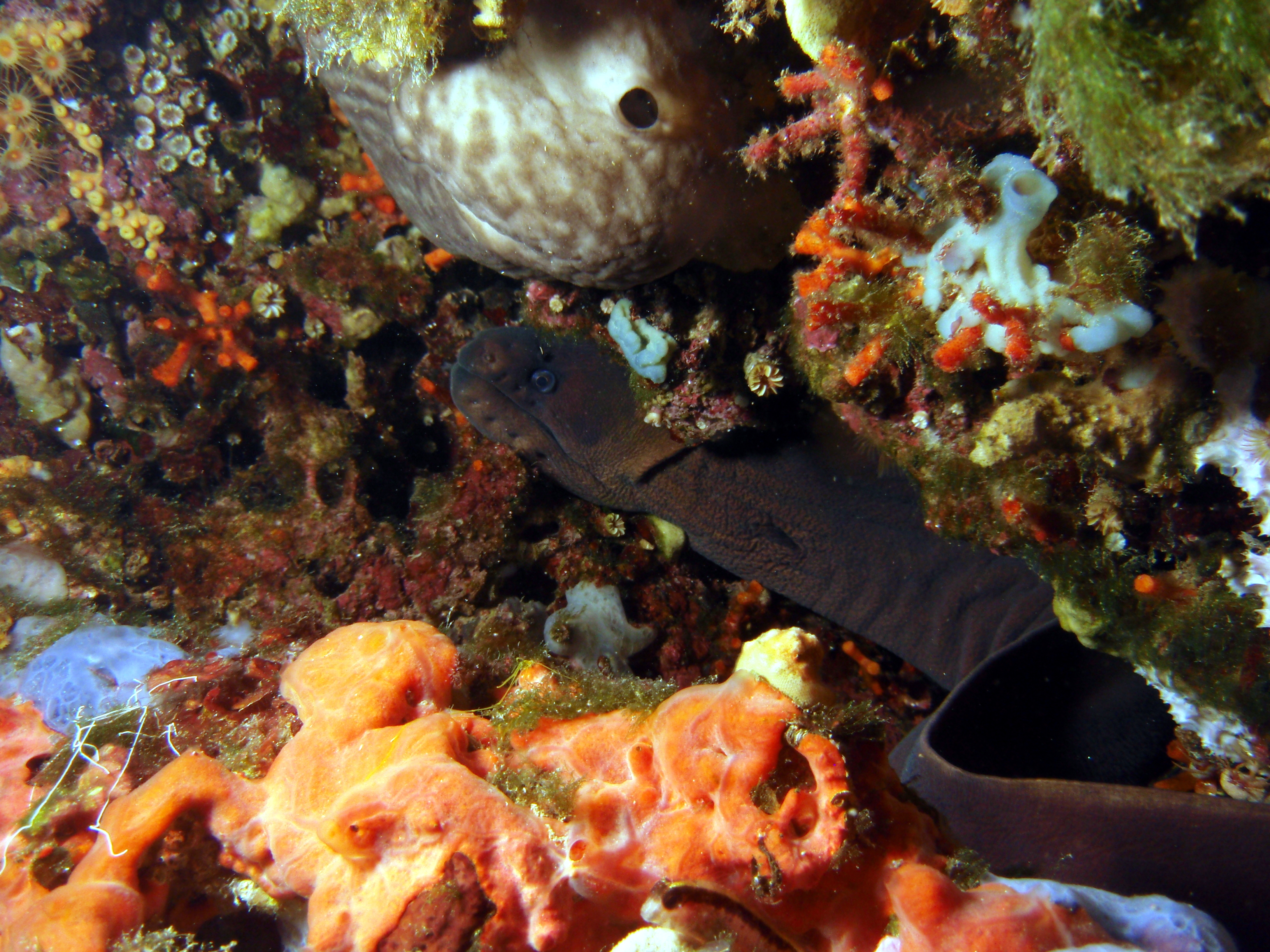
Murène brune.

Son corps et ses nageoires sont bruns, sans motif. Sa longueur maximale est de 1,10 m.

## Répartition
Gymnothorax unicolor se rencontre en Méditerranée et dans l'Atlantique. 

## Comportement
Son mode de vie est assez semblable à celui de la Murène commune. On la rencontre plus rarement que cette dernière. 